# Teoría de campos
En física, la teoría de campos describe el conjunto de principios y técnicas matemáticas que permiten estudiar la dinámica y distribución espacial de los campos físicos. Así, por ejemplo, la teoría de campos permite describir específicamente como cambia un campo físico con el tiempo por su interacción consigo mismo y con el entorno.
La teoría de campos fue desarrollada en el contexto de la mecánica clásica durante el siglo XIX para describir tanto al campo gravitatorio y el campo eléctrico como otras formas de materia continuas como son los fluidos. Actualmente la teoría cuántica de campos es un campo de investigación muy activo que trata sobre los constituyentes últimos y estructura de la materia.

## Introducción
La variación en el espacio y la evolución temporal de formas de materia modelizables como campo físico se describe mediante una densidad lagrangiana. Por abuso de lenguaje, esta densidad lagrangiana también se llama «lagrangiano». Este «lagrangiano» es el análogo continuo del lagrangiano usado para describir la ecuación de movimiento de un sistema de partículas. Al igual que en el caso de partículas, además de describir la dinámica mediante un «lagrangiano» es posible en el caso de los campos describir su dinámica por medio de un «hamiltoniano».
El tratamiento clásico de los campos pasa por buscar ecuaciones diferenciales de evolución derivadas a partir del lagrangiano. Esto se hace introduciendo el lagrangiano en las llamadas ecuaciones de Euler-Lagrange. Por otro lado, el tratamiento cuántico de los campos involucra construir un hamiltoniano cuántico y un espacio de Hilbert adecuado, sobre el que se suele tratar el problema perturbativamente mediante diagramas de Feynman. Los resultados de ambas teorías resultan comparables si se examinan las secciones eficaces del dispersado de partículas.
En Física Moderna, los campos más estudiados son los que nos dan las cuatro fuerzas fundamentales, para los cuales se han establecido la forma razonablemente exacta de sus respectivos «lagrangianos».

### Historia

Representación matemática de un campo eléctrico como líneas que cruzan el espacio entre dos partículas cargadas eléctricamente.

Michael Faraday fue el primero en introducir el concepto de campo, durante sus investigaciones sobre magnetismo. Varios trabajos posteriores formalizaron matemáticamente la idea de campo. En teoría clásica de campos matemáticamente estos se tratan como una función que varía continuamente a lo largo del espacio y con el tiempo. Aunque inicialmente el concepto de campo se consideró solo como un artificio matemático conveniente, varias evidencias llevaron a considerar el campo electromagnético y el campo gravitatorio no solo como campos de fuerzas definidos matemáticamente, sino como entidades físicas reales, detectables y medibles a las que era posible asociarles energía. De hecho, en la moderna física cuántica se considera que no existen partículas materiales, sino simplemente campos materiales. Cuando un campo está muy concentrado en una región del espacio razonablemente bien definida, aparece a escala macroscópica como una partícula.
La idea de los campos como entidades físicas reales y autónomas se hizo realmente notoria a partir de la formulación, por parte de James Clerk Maxwell, de la primera teoría unificada de campos en física. Maxwell reunió diversas leyes experimentales sobre los campos eléctricos y magnéticos, y las juntó en un sistema de ecuaciones diferenciales en derivadas parciales, añadiendo diversos términos por completitud teórica. Los nuevos términos postulados por Maxwell y la predicción de que los campos electromagnéticos en el vacío se propagan en formas de ondas electromagnéticas llevaron a la consideración del campo electromagnético como entidad física real, existente al margen de las cargas eléctricas que pueden estar asociadas a él. Las ecuaciones de la teoría de campo unificado formulada por Maxwell, se llaman ecuaciones de Maxwell. Al final del siglo XIX, el campo electromagnético fue comprendido como una colección de dos campos vectoriales en el espacio. Hoy en día, se lo puede reconocer como un solo campo tensorial antisimétrico de segundo orden en el espacio-tiempo.
La teoría de la gravitación de Einstein, llamada teoría general de la relatividad, es otro ejemplo de una teoría de campos. Aquí el principal campo es el tensor métrico, un campo tensorial simétrico de rango 2 en el espacio-tiempo.

## Campos clásicos
Los dos principales ejemplos de campos clásicos son la electrodinámica clásica y el campo gravitatorio. En la teoría clásica de campos, la variación dinámica de los campos se determina mediante la especificación de una densidad lagrangiana que es una función de las componentes del campo y sus derivadas primeras. 
Más detalladamente, las ecuaciones de variación dinámica se obtienen considerando, la integral de esta densidad lagrangiana sobre un dominio del espacio-tiempo. Así se puede construir el funcional de acción en forma integral y, subsiguientemente, mediante el uso de las ecuaciones de Euler-Lagrange se obtienen las ecuaciones en derivadas parciales que satisface el campo tanto en su variación en el espacio como en su evolución con el tiempo.

## Campos cuánticos

Esquema perturbativo de QFT para la aniquilación de un electrón y un positrón radiando un gluón, la línea azul representa un campo electromagnético (campo de Yang-Mills con simetría U(1)) y la línea verde un campo de color (campo de Yang-Mills con simetría SU(3)).

Actualmente, se cree que la mecánica cuántica debería sustentar todos los fenómenos físicos o, por lo menos, permitir replantearlos en términos cuánticos. El marco teórico de la teoría cuántica de campos aúna el tratamiento cuántico con las restricciones impuestas por la teoría de la relatividad, por lo que de alguna manera la teoría cuántica de campos es más general que la teoría clásica de campos.
Así, la cuantización de la electrodinámica clásica da lugar a la electrodinámica cuántica. La electrodinámica cuántica es posiblemente la teoría científica mejor comprobada, ya que los datos experimentales confirman sus predicciones con una altísima precisión (con más cifras significativas que ninguna otra teoría física). Las otras teorías fundamentales de campos cuánticos son la cromodinámica cuántica y la teoría electrodébil. Estas tres teorías de campos pueden ser derivadas como casos especiales del llamado modelo estándar de la física de partículas. Estas tres teorías matemáticamente tienen la forma de teorías de gauge que usan campos de Yang-Mills. Actualmente, se están haciendo esfuerzos para conseguir cuantizar la Relatividad General aunque con escaso éxito. Parte del problema consiste en que la teoría de la relatividad general no se deja reducir a un campo de Yang-Mills de dimensión finita.
La teoría clásica de campos sigue siendo usada en aquellos casos donde las propiedades cuánticas son despreciables, como por ejemplo la elasticidad de materiales, los fluidos dinámicos y las ecuaciones de Maxwell.

## Campos aleatorios continuos
Los campos clásicos, sobre todo, tales como el campo electromagnético, son usualmente funciones infinitamente derivables, pero hay en algunos casos casi siempre el doble de diferenciales. En contraste, las funciones generalizadas no son siempre continuas. Si vamos con cuidado con los campos clásicos en temperatura finita, los métodos matemáticos de campos aleatorios continuos tienen que ser usados, porque la fluctuación térmica de los campos clásicos no son infinitamente diferenciables. Campos aleatorios son colecciones de variables aleatorias; un campo aleatorio continuo es un campo aleatorio que tiene una colección de funciones. En particular, es matemáticamente conveniente tomar campos aleatorios continuos como el espacio de Schwartz de funciones coleccionadas, en dicho caso los campos aleatorios continuos son una distribución.
Como una manera brusca de pensar en campos aleatorios, debemos pensar en una función ordinaria que tiende al {\displaystyle \pm \infty } casi donde sea, pero donde nosotros tomamos un promedio brusco de todo el infinito sobre una región finita, podremos obtener un resultado finito. Los infinitos no son bien definidos, la última expresión no tiene sentido matemático, pero el valor finito puede ser asociado con las funciones que nosotros usemos como funciones bruscas para obtener valores finitos, y estos ya pueden ser definidos. Podemos definir campos aleatorios continuos muy bien como un mapeo lineal desde el espacio de funciones entre los números reales.